# Oleksandr Liachko
 (mars 2025).
Oleksandr Liachko était un homme d'État ukrainien, Premier ministre de 1972 à 1987.